# Julie Hausmann

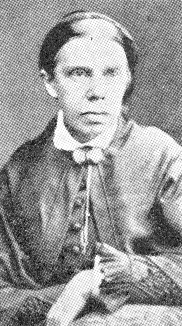
Julie Hausmann

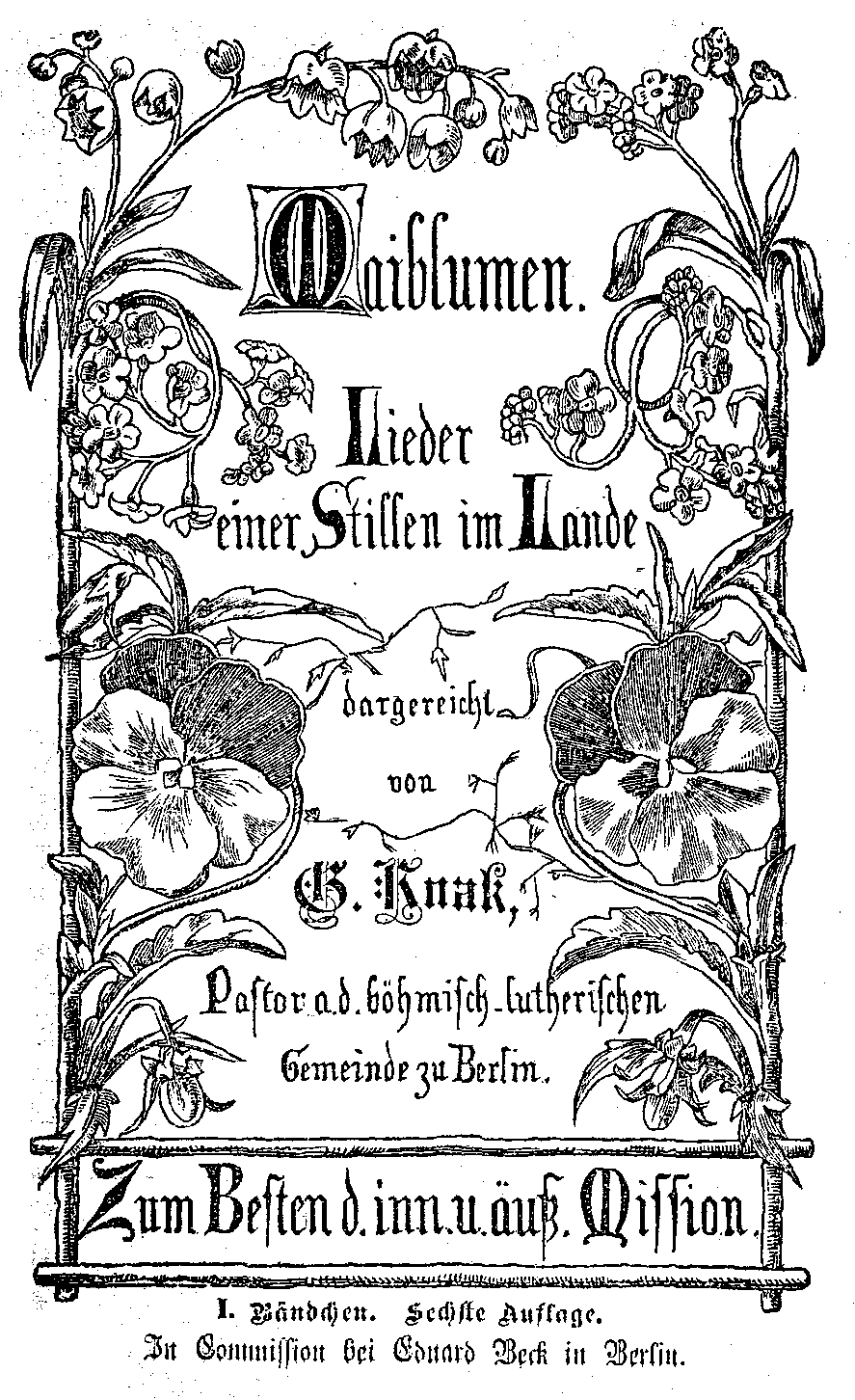
Titelblatt der „Maiblumen“

Julie Katharina Hausmann – lettisch Jūlija Hausmane – (* 7. Märzjul. / 19. März 1826greg. in Riga; † 2. Augustjul. / 15. August 1901greg. in Võsu, Estland) war eine deutsch-baltische Dichterin, die vor allem durch ihr Gedicht So nimm denn meine Hände Weltberühmtheit erlangte. Mit einer bereits 1842 für ein anderes Lied komponierten Melodie von Friedrich Silcher wurde es zu einem bekannten Kirchenlied.

## Leben und Wirken
Julie Hausmann wurde als fünfte von sechs Töchtern des Gymnasialoberlehrers Johannes Michael von Hausmann und seiner Ehefrau Julie, geb. von Magnus, geboren. Ihre Kindheit und Jugend verlebte sie in Mitau (lettisch: Jelgava) in Kurland. Über diesen Lebensabschnitt ist wenig bekannt, wohl aber, dass Pfarrer Theodor Neander, der sie konfirmiert hat, ihr den Anstoß für ein bewusstes Leben im christlichen Glauben gab. Das drückte sich u. a. darin aus, dass sie geistliche Gedichte schrieb. Vielleicht zeigte sich darin auch ihre Scheu und allgemeine Zurückhaltung, die sie aber eben nicht sprachlos machten. Olga von Karp, eine Freundin, vermittelte Kontakt zu dem Berliner Pfarrer Gustav Knak, der ihre Gedichte, darunter auch das berühmte So nimm denn meine Hände, im Jahr 1862 unter dem Titel Maiblumen. Lieder einer Stillen im Lande mit gutem Erfolg veröffentlichte. Den Verkaufserlös ließ Julie Hausmann sozialen Einrichtungen in Berlin und Hongkong zugutekommen.
Julies Schwester Johanna, eine ausgebildete Organistin, erhielt 1864 eine Stelle in der anglikanischen Gemeinde in Biarritz (Südfrankreich), wohin sie Julie mitnahm.
1899 veröffentlichte Julie Hausmann ein 700 Seiten starkes Andachtsbuch mit kurzen Betrachtungen für Dienstboten und gab ihm den Titel Hausbrot. Schlichte Morgen- und Abend-Andachten.
Julie Hausmann war nicht verheiratet. Es gibt jedoch eine Geschichte, die sich allerdings nicht belegen lässt: Sie sei mit einem Missionar verlobt gewesen, der gestorben war, als sie auf der Missionsstation angekommen sei. Aus dieser emotionalen Situation heraus sei das Gedicht So nimm denn meine Hände entstanden.
Julie Hausmann starb während eines Ferienaufenthaltes im russischen Ostseebad Wösso (estnisch: Võsu).

## Werke
- Maiblumen. Lieder einer Stillen im Lande. 2 Bände, 1862 (6. Auflage um 1880: Titelblatt Band 1)
- Bilder aus dem Leben der Nacht im Lichte des Evangeliums. 1868.
- Hausbrot. Schlichte Morgen- und Abend-Andachten. 1899.
- Blumen aus Gottes Garten. Lieder und Gedichte. 1902 (postumer Sammelband)